# Колд-Бей (Аляска)
Колд-Бей (англ. Cold Bay; алеут. Udaamagax) — город в боро Восточные Алеутские острова, штат Аляска, США.

## География
Расположен на побережье полуострова Аляска, примерно в 29 км к юго-западу от городка Кинг-Ков. По данным Бюро переписи населения США общая площадь города составляет 183,7 км², из них примерно 140,8 км² — суша и 42,9 км² — водные поверхности.

## Население
По данным переписи 2010 года население города составляло 108 человек. Расовый состав: коренные американцы (17,05 %), белые (71,59 %), афроамериканцы (3,41 %), азиаты (4,55 %), население островов Тихого океана (2,27 %), представители двух и более рас (1,14 %).
Из 34 домашних хозяйств в 33,3 % — воспитывали детей в возрасте до 18 лет, 44,4 % представляли собой совместно проживающие супружеские пары, в 2,8 % семей женщины проживали без мужей, 50,0 % не имели семьи. 36,1 % от общего числа семей на момент переписи жили самостоятельно, при этом 0 % составили одинокие пожилые люди в возрасте 65 лет и старше. В среднем домашнее хозяйство ведут 2,28 человек, а средний размер семьи — 3,11 человек.
Доля лиц в возрасте младше 18 лет — 23,9 %; лиц от 18 до 24 лет — 9,1 %; лиц от 25 до 44 лет — 39,8 %; лиц от 45 до 64 лет — 27,3 %. Средний возраст населения — 34 лет. На каждые 100 женщин приходится 183,9 мужчин.
Средний доход на домашнее хозяйство — $55 750; средний доход на семью — $64 375. Средний доход на душу населения — $20 037.
Динамика численности населения города по годам:
| 1960 | 1980 | 1990 | 2000 | 2010 |
| ---- | ---- | ---- | ---- | ---- |
| 86   | 226  | 148  | 88   | 108  |

## Транспорт
Имеется аэропорт с регулярным сообщением.

## См.также
- Проект «Хула»